# Tor Stegny
Tor Stegny is de ijsbaan van de Poolse hoofdstad Warschau, gelegen in de wijk Stegny in het stadsdeel Mokotów. Het is een onoverdekte 400-meter-kunstijsbaan die op 82 meter boven zeeniveau ligt. De baan werd ontworpen door Janusz Kalbarczyk en is geopend in 1979. De belangrijkste wedstrijd die hier gereden is waren de wereldkampioenschappen schaatsen afstanden 1997, de tweede keer dat die kampioenschappen gehouden werden. Daar had in 2017 het EK Sprint en Allround bij kunnen te komen. Echter, in 2016 gaven de Polen het recht om dit toernooi te organiseren terug aan de ISU, waardoor dit eerste gecombineerde Europese allround- en sprintkampioenschap in Heerenveen werd verreden.
Anno 2017 is het een van de vier kunstijsbanen in Polen die gebruikt wordt voor onder meer de Poolse kampioenschappen afstanden, allround en sprint.

## Grote wedstrijden
Internationale kampioenschappen
- 1992 - WK junioren
- 1997 - WK afstanden
- 2015 - WK junioren

Wereldbekerwedstrijden
- 1991/92 - Wereldbeker 2
- 1999/00 - Wereldbeker 4

Nationale kampioenschappen
- 1980 - PK afstanden
- 1980 - PK allround
- 1981 - PK allround
- 1982 - PK allround
- 1983 - PK allround
- 2000 - PK afstanden
- 2001 - PK afstanden
- 2002 - PK allround
- 2003 - PK afstanden
- 2004 - PK allround
- 2005 - PK afstanden
- 2007 - PK afstanden
- 2007 - PK allround
- 2008 - PK afstanden
- 2008 - PK allround
- 2009 - PK afstanden
- 2011 - PK allround
- 2013 - PK afstanden
- 2014 - PK sprint
- 2015 - PK afstanden
- 2015 - PK allround
- 2017 - PK afstanden
- 2017 - PK allround